# Jiangsu
Jiangsu (fil), tidigare kallat Kiangsu på den gamla postkartan, är en provins i östra Kina. Den har en yta på 98 285 km² och totalt 78 659 903 invånare (2010). Provinshuvudstad är Nanjing.

## Geografi
Jiangsu är till största delen ett deltaland kring floderna Yangtzekiang och Huais mynningar, och rikt på sjöar, av vilka de största är Tai Hu och Guangyanghu. Jiangsu hemsöktes tidigare ofta av svåra översvämningar  (bland annat mynnade Gula floden ut här före 1852 samt 1938–1947), som förorsakas av bland annat att man byggt fördämningar för att torrlägga sjöar.

## Historia
Området har en lång historia och fick en egen regional identitet i samband med att staten Wu grundades under Vår- och höstperioden (722 till 481 f.Kr.).
Åren 1441–1644 utgjorde det område som idag är Jiangsu den östra delen av provinsen Nan Zhili, som senare bytte namn till Jiangnan. Själva provinsen Jiangsu grundades 1667, under Qingdynastin, och fick sitt namn från första stavelsen i namnet på orterna Jiangning och Suzhou.

## Näringsliv
Sedan det sena 1970-talet har Jiangsu varit ett viktigt centrum för ekonomisk utveckling och växt fram som en av Kinas rikaste regioner. Städer som Nanjing, Suzhou, Xuzhou och Wuxi hör till provinsens ekonomiskt mest framstående orter, men Jiangsu lider också av skarpa ekonomiska klyftor mellan den rika södern och den fattigare nordliga delen. De viktigaste industrierna är maskinindustri, elektronik, kemiindustri och fordonsindustri. I denna utomordentligt bördiga provins odlas stora mängder ris, vete, bomull, jordnötter och mullbärsträd.
Provinsen har vissa fyndigheter av olja och kol, men de viktigaste naturtillgångarna är stensalt, svavel, fosfor och marmor.

## Politik
Den politiska makten i Jiangsu utövas officiellt av provinsens folkregering, som leds av den regionala folkkongressen och guvernören i provinsen. Dessutom finns det en regional politiskt rådgivande konferens, som motsvarar Kinesiska folkets politiskt rådgivande konferens och främst har ceremoniella funktioner. Provinsens guvernör är sedan 2016 Shi Taifeng.
I praktiken utövar dock den regionala avdelningen av Kinas kommunistiska parti den avgörande makten i Jiangsu och partisekreteraren i regionen har högre rang i partihierarkin än guvernören. Partisekreteraren är sedan 2010  Luo Zhijun.

## Administrativ indelning
Jiangsu-provinsens administrativa indelning var relativt stabil under Qingdynastin (1644–1912), men under 1900-talet genomgick provinsen en rad genomgripande omorganiseringar. Bland annat skildes Shanghai från Jiangsu och bildade en egen stad på provinsnivå, dessutom omorganiserades en rad orter till städer på prefekturnivå efter 1949.
Idag är provinsen indelad i tretton städer med status som prefektur. De tretton städerna är i sin tur indelade i 106 enheter på häradsnivå (54 stadsdistrikt, 27 städer på häradsnivå samt 25 härader). Dessa är i sin tur är indelade i 1488 enheter på sockennivå (1078 köpingar, 122 socknar, en etnisk minoritetsby och 287 stadsdelsdistrikt).
| Karta                       | Nr          | Namn                  | Administrativt säte      | Hanzi Hanyu Pinyin | Befolkning (2010) |
| --------------------------- | ----------- | --------------------- | ------------------------ | ------------------ | ----------------- |
|                             |             |                       |                          |                    |                   |
| — Subprovinsiell stad —     |             |                       |                          |                    |                   |
| 1                           | Nanjing     | Xuanwu-distriktet     | 南京市 Nánjīng shì       | 8 004 680          |                   |
| — Städer på prefekturnivå — |             |                       |                          |                    |                   |
| 2                           | Changzhou   | Zhonglou-distriktet   | 常州市 Chángzhōu shì     | 4 591 972          |                   |
| 3                           | Huai'an     | Qinghe-distriktet     | 淮安市 Huái'ān shì       | 4 799 889          |                   |
| 4                           | Lianyungang | Haizhou-distriktet    | 连云港市 Liányúngǎng shì | 4 393 914          |                   |
| 5                           | Nantong     | Chongchuan-distriktet | 南通市 Nántōng shì       | 7 282 835          |                   |
| 6                           | Suqian      | Sucheng-distriktet    | 宿迁市 Sùqiān shì        | 4 715 553          |                   |
| 7                           | Suzhou      | Gusu-distriktet       | 苏州市 Sūzhōu shì        | 10 465 994         |                   |
| 8                           | Taizhou     | Hailing-distriktet    | 泰州市 Tàizhōu shì       | 4 618 558          |                   |
| 9                           | Wuxi        | Chong'an-distriktet   | 无锡市 Wúxī shì          | 6 372 624          |                   |
| 10                          | Xuzhou      | Yunlong-distriktet    | 徐州市 Xúzhōu shì        | 8 580 500          |                   |
| 11                          | Yancheng    | Tinghu-distriktet     | 盐城市 Yánchéng shì      | 7 260 240          |                   |
| 12                          | Yangzhou    | Guangling-distriktet  | 扬州市 Yángzhōu shì      | 4 459 760          |                   |
| 13                          | Zhenjiang   | Jingkou-distriktet    | 镇江市 Zhènjiāng shì     | 3 113 384          |                   |